# Circuito integrado híbrido
Um circuito integral híbrido é qualquer circuito integrado que possui tanto circuitos analógicos quanto circuitos digitais em um único die.